# Ulrika Modin
Ulrika Margareta Modin, född 30 oktober 1924 i Kungsholms församling, Stockholm, död 31 december 2016 i Boo församling, Nacka kommun, var en svensk skådespelare.

## Biografi
Modin var dotter till prokuristen Nils Erik Modin och hans hustru Vera Viktoria, född Olsson. 1945 antogs hon vid Dramatens elevskola tillsammans med Christian Bratt, Kenne Fant, Marjo Bergman och Marit Bergson och Marianne Bernadotte. Efter utbildningen var hon verksam vid bland annat Wasa Teater, Norrköping-Linköping stadsteater och Helsingborgs stadsteater.
1954 gifte hon sig med köpman Gösta Berggren, med vilken hon fick två barn. 

## Filmografi
- 1949 – Gatan – Expedit på BIVA

## Teater

### Roller
| År   | Roll                              | Produktion                                                            | Regi             | Teater                           |
| ---- | --------------------------------- | --------------------------------------------------------------------- | ---------------- | -------------------------------- |
| 1946 | Betty Drinkwater                  | Robinson och Kungen Friedrich Forster                                 | Rudolf Wendbladh | Dramaten                         |
| 1946 | Maggie                            | Pappa Russel Crouse och Howard Lindsay                                | Stig Torsslow    | Dramaten                         |
| 1946 | En annan jude                     | De vises sten Pär Lagerkvist                                          | Alf Sjöberg      | Dramaten                         |
| 1947 | Andra damen                       | Markurells i Wadköping Hjalmar Bergman                                | Rudolf Wendbladh | Dramaten                         |
| 1947 | Sankt Mikael                      | Två skälmar i paradiset Gaston Martens och André Obey                 | Göran Gentele    | Dramaten                         |
| 1947 | Dam 2                             | Den dödsdömde Stig Dagerman                                           | Alf Sjöberg      | Dramaten                         |
| 1948 | Kammarjungfrun hos Lady Sneerwell | Skandalskolan Richard Brinsley Sheridan                               | Rune Carlsten    | Dramaten                         |
| 1948 | Clown                             | Clownen Beppo Else Fisher                                             | Arne Ragneborn   | Dramaten                         |
| 1948 | Husan                             | En vildfågel Jean Anouilh                                             | Rune Carlsten    | Dramaten                         |
| 1948 | Lucia Martinell                   | Sonens återkomst Marika Stiernstedt                                   | Rune Carlsten    | Dramaten                         |
| 1949 | Fröken Reeves, skådespelerska     | Johanna från Lothringen Maxwell Anderson                              | Olof Molander    | Dramaten                         |
| 1949 | Feen                              | Lycko-Pers resa August Strindberg                                     | Göran Gentele    | Dramaten                         |
| 1949 | Jeanne d'Arc                      | Låt människan leva Pär Lagerkvist                                     | Olof Widgren     | Dramaten                         |
| 1949 | Anna av Österrike                 | De tre musketörerna Alexandre Dumas den äldre                         | Carl-Henrik Fant | Dramaten                         |
| 1949 | En mexikansk kvinna               | Linje Lusta Tennessee Williams                                        | Olof Molander    | Dramaten                         |
| 1949 | Jenny                             | En handelsresandes död Arthur Miller                                  | Alf Sjöberg      | Dramaten                         |
| 1949 | Gulnares amma                     | Aladdin Adam Oehlenschläger                                           | Rudolf Wendbladh | Dramaten                         |
| 1950 | Fröken Birgit                     | Ljungby horn Frans Hedberg                                            | Carl-Henrik Fant | Dramaten                         |
| 1950 |                                   | Tre ska man vara Jens Locher                                          | Ingegerd Aschan  | Wasa Teater                      |
| 1951 | Ninotchka                         | Rött månsken Melchior Lengyel och Marc-Gilbert Sauvajon               | Johan Falck      | Norrköping-Linköping stadsteater |
| 1951 |                                   | Jungfruleken Jean Genet                                               | Karin Kavli      | Norrköping-Linköping stadsteater |
| 1951 |                                   | Tatuerade rosen Tennessee Williams                                    | Ingmar Bergman   | Norrköping-Linköping stadsteater |
| 1951 |                                   | Premiär nästa måndag Philip King                                      | Gunnar Skoglund  | Norrköping-Linköping stadsteater |
| 1952 |                                   | I dag och i morgon J.B. Priestley                                     | Johan Falck      | Norrköping-Linköping stadsteater |
| 1952 | Julia Körner                      | Swedenhielms Hjalmar Bergman                                          | Johan Falck      | Norrköping-Linköping stadsteater |
| 1952 |                                   | Laddat möte Agatha Christie                                           | Sture Ericson    | Norrköping-Linköping stadsteater |
| 1952 | Lady Dorothy India                | Dans under stjärnorna Jean Anouilh                                    | Johan Falck      | Norrköping-Linköping stadsteater |
| 1952 |                                   | När skymningen föll Lesley Storm                                      | Keve Hjelm       | Norrköping-Linköping stadsteater |
| 1952 |                                   | Lorden från gränden L Arthur Rose och Noel Gay                        | Nils Poppe       | Norrköping-Linköping stadsteater |
| 1953 |                                   | Peer Gynt Henrik Ibsen                                                | Johan Falck      | Norrköping-Linköping stadsteater |
| 1953 |                                   | Skattkammarön Robert Louis Stevenson                                  | Sture Ericson    | Norrköping-Linköping stadsteater |
| 1953 |                                   | Den ljuva timmen Anna Bonacci                                         | Olof Thunberg    | Norrköping-Linköping stadsteater |
| 1953 |                                   | Trasiga änglar Albert Husson                                          | Olof Thunberg    | Norrköping-Linköping stadsteater |
| 1954 |                                   | Kvinnor i skymning Sylvia Rayman                                      | Ingrid Luterkort | Norrköping-Linköping stadsteater |
| 1954 |                                   | Sagan Hjalmar Bergman                                                 | Olof Thunberg    | Norrköping-Linköping stadsteater |
| 1954 |                                   | Litet bo Herbert Grevenius                                            | John Zacharias   | Norrköping-Linköping stadsteater |
| 1954 |                                   | Tjuvarnas bal Jean Anouilh                                            | John Zacharias   | Norrköping-Linköping stadsteater |
| 1955 |                                   | Lilla Helgonet Henri Meilhac, Albert Millaud och Florimond Hervé      | Olof Thunberg    | Norrköping-Linköping stadsteater |
| 1955 |                                   | Vår lilla stad Thornton Wilder                                        | Ingrid Luterkort | Norrköping-Linköping stadsteater |
| 1957 | Geraldine Hubles                  | Dårskapens timme Anna Bonacci                                         | Åke Engfeldt     | Helsingborgs stadsteater         |
| 1957 | Personalkonsulenten               | Ut med narren! J.B. Priestley                                         | Johan Falck      | Helsingborgs stadsteater         |
| 1957 | Pearl                             | Sjuttonde dockans sommar Ray Lawler                                   | Johan Falck      | Helsingborgs stadsteater         |
| 1958 | Mrs. Shankland Sybil Railton-Bell | Vid skilda bord Terence Rattigan                                      | Åke Engfeldt     | Helsingborgs stadsteater         |
| 1958 | Marceline                         | Figaros bröllop eller Den uppochnervända dagen Pierre de Beaumarchais | Johan Falck      | Helsingborgs stadsteater         |

## Radioteater
| År   | Roll                    | Produktion                                                 | Regi             |
| ---- | ----------------------- | ---------------------------------------------------------- | ---------------- |
| 1948 | Josepha, kammarjungfrun | Vi skiljas Victorien Sardou                                | Rune Carlsten    |
| 1950 | Hembiträdet Vera        | Hillmans detektivbyrå: Alias Henry Grundt Folke Mellvig    | Lars Madsén      |
| 1950 | Gillian                 | Det hemliga rummet Nigel Balchin                           | Henrik Dyfverman |
| 1950 | Blondie                 | Hillmans detektivbyrå: Naturlig död? Folke Mellvig         | Lars Madsén      |
| 1950 | Rosa, servitris         | En blomma till Ida Hans Hergin                             | Lars Madsén      |
| 1951 | En sjuksköterska        | Luftombyte Solveig von Schoultz                            | Ingegerd Aschan  |
| 1952 | Britt                   | Trångbodda Ingeborg Solberg                                | Johan Falck      |
| 1952 | Gertie                  | Hillmans semester: Som man ropar i skogen... Folke Mellvig | Lars Madsén      |